# Christus vivit
Christus vivit (česky Kristus je živý) je postsynodální apoštolská exhortace, v pořadí čtvrtá, papeže Františka, napsaná v reakci na 15. řádné generální shromáždění biskupské synody o mladých lidech, víře a rozlišování povolání, které se konalo od 3. do 28. října 2018.

## Obsah
Výzva je určena „mladým lidem a celému Božímu lidu“. Dokument je datován 25. března 2019, tedy v den, kdy František podepsal původní španělský text při návštěvě baziliky Svatého domu Panny Marie v italském Loretu, a zveřejněn 2. dubna, v den výročí úmrtí papeže Jana Pavla II., který byl „prvním papežem, který se v roce 1985 obrátil na mladé lidi, a byl papežem, který zahájil Světové dny mládeže.“ Při zveřejnění textu 2. dubna Vatikán poskytl překlady do italštiny, francouzštiny, angličtiny, němčiny, portugalštiny a arabštiny. Ačkoli dokument nebyl vydán v latině, jeho název vychází z latinského překladu incipitu (úvodních slov), který je v anglickém překladu přeložen jako „Kristus je živý“. Vatikán také poskytl shrnutí dokumentu, které vypracoval Andrea Tornielli, ředitel redakce Dikasteria Svatého stolce pro komunikaci. 35 000 slov v anglickém překladu je uspořádáno do 299 odstavců v devíti kapitolách.
František citoval závěrečný dokument synody, hovořil o problému sexuálního zneužívání a dalších zneužití, kterých se dopouštějí „někteří biskupové, kněží, řeholníci a laici“, a požádal mladé, aby se podíleli na tom, aby kněží zůstali věrni svým slibům a povolání. Napsal: „Pokud vidíte kněze v ohrožení, protože ztratil radost ze své služby, hledá afektivní kompenzaci nebo se ubírá špatnou cestou, připomeňte mu jeho závazek vůči Bohu a jeho lidu, připomeňte mu evangelium a vybídněte ho, aby se držel svého kurzu. Tímto způsobem výrazně přispějete k něčemu zásadnímu: zabráníte tomu, aby se tato zvěrstva opakovala.“ Dokument mimo jiné také přiznává, že církev v minulosti podporovala mužskou dominanci a duchovní chránili „členy církve“, kteří se dopouštěli „zneužívání moci, zneužívání svědomí, sexuálního a finančního zneužívání“ žen a dětí. V dokumentu se dále uvádí, že církev musí napravit svou pověst u mladých lidí, jinak riskuje, že pokud se nezmění, stane se „muzeem“.